# オーレリアン・ルジュリー
オーレリアン・ルジュリー（Aurélien Rougerie、1980年9月26日-）はフランス、ボーモン（ピュイ＝ド＝ドーム県）出身の元ラグビー選手。ウィングとして、フランス代表とASMクレルモン・オーヴェルニュでプレーしていた。
いくつものあだ名を持ち、ピッチを走る速さから「馬」と呼ばれるが、その恵まれた体格から「金髪のジョナ・ロムー」と呼ばれることもある。

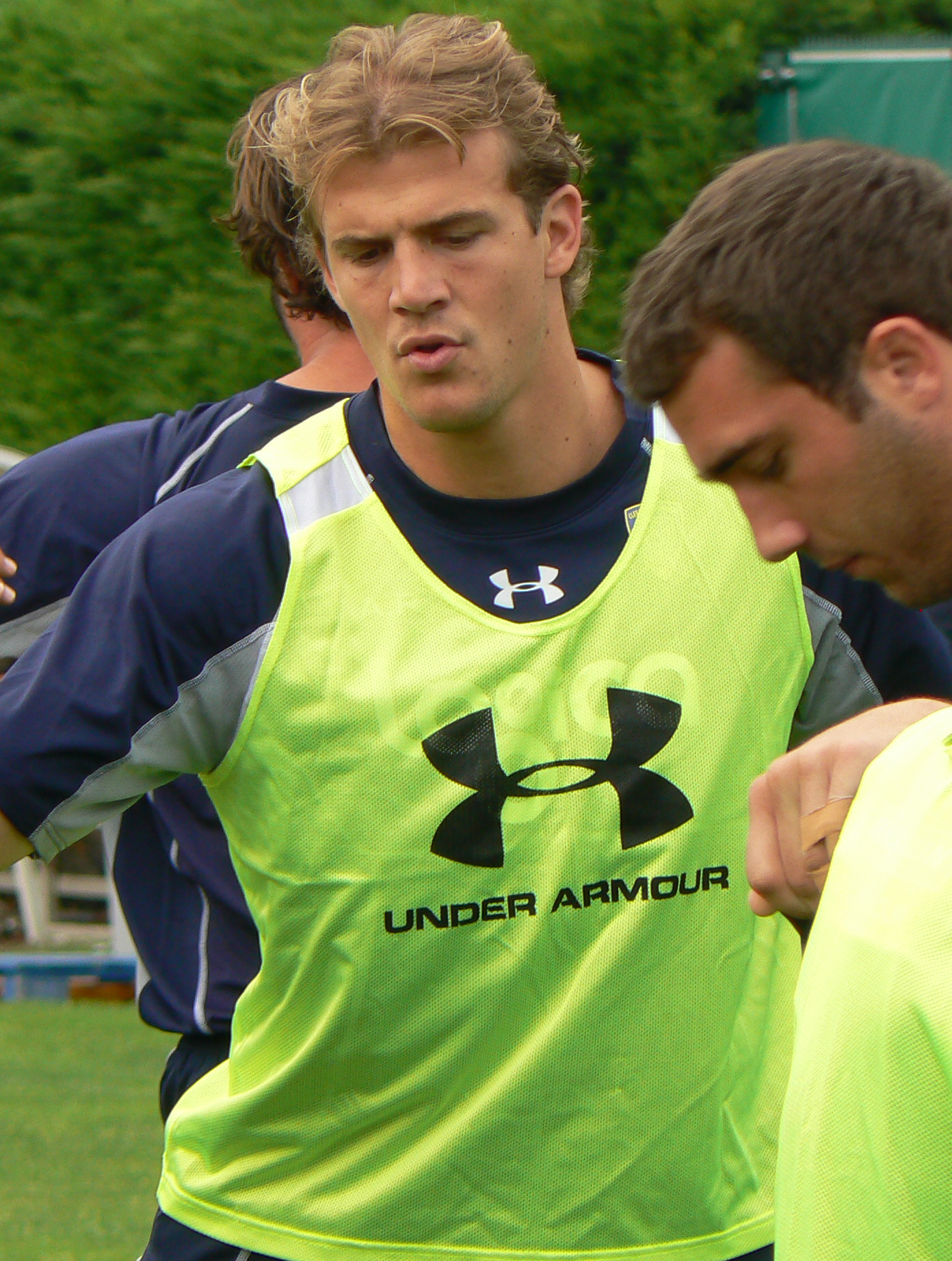

## キャリア
元フランス代表のフッカーであるジャック・ルジュリーと元バスケットボール選手であるクリスチーヌ・デュラックとの間に生まれ、ASMクレルモン・オーヴェルニュ（クレルモン＝フェラン）で育成期間を経た後に19歳でデビュー。コンピューターと車が好きであり、チームメイトやサポーターからは（また特に家族から）「ロロ」という愛称で呼ばれている。
2000-2001年シーズンからヨーロッパにおいて28試合に出場しており、そのうちの13試合はハイネケンカップ、15試合はヨーロピアン・チャレンジ・カップであり、合計で18トライをきめている。
2002年8月24日、選手生命をおびやかす重傷を負った。ロンドン・ワスプスとの親善試合の際、敵のディフェンスラインを突破しようとしたルジュリーの喉頭にワスプスのフッカー、フィル・グリーニングが激しく衝突した。ルジュリーは数週間の入院を余儀なくされ、3度の外科手術を受け、さまざまな合併症に苦しめられた。注入管を鼻から胃に通して栄養をとらなくてはならず、体重は9キロも減ってしまった。回復に時間がかかったものの、12月には試合に復帰している。この怪我は喉に約12cmの傷跡を残し、声が以前よりも少しだけ低くなった。2007年11月15日、大審裁判所はフィル・グリーニングに対して損害賠償の支払いを命じる判決を下した。

### クラブ
- 2000-     ASMクレルモン・オーヴェルニュ（Association sportive montferrandaise Clermont Auvergne）

### フランス代表
2001年10月10日の南アフリカ戦で初キャップ。ルジュリーは2002年のシックスネイションズで頭角を現した選手の一人であり、その力強い突破はフランス代表の7度目のグランドスラム達成に大いに貢献した。
2003年のワールドカップでは成果を残せず、その後一年間、代表に招集されなかった。本調子を取り戻した現在、代表キャップ数は44、95得点（19トライ）をあげている。フランス代表の頼れる右ウィングであり、フランス代表「レ・ブルー」で10本の指に入るトライゲッターである。19トライという記録は現役選手の中ではクリストフ・ドミニシに次いで第二位である。
守備面での進歩により、いまや攻撃のみならずディフェンスでも畏れられるようになっている。
2018年、現役を引退した。

## タイトル

### クラブ
- Top14準優勝：2001, 2007。
- リーグカップ（Coupe de la Ligue）優勝：2001。
- ヨーロピアン・チャレンジ・カップ
  - 優勝：2007。
  - 準優勝：2004。

### フランス代表
- 51セレクション。
- 20トライ、100得点。
- 年ごとのセレクション：3(2001), 8(2002), 16(2003), 5(2004), 6(2005), 6(2006), 7(2007)。
- シックス・ネイションズ出場：2002, 2003, 2004（招集されたが試合には出場せず）, 2005, 2006, 2007（試合出場機会なし）。
  - グランドスラム（全勝優勝）：2002, 2004。
  - 優勝：2006。
- フランスA代表：2004年に1セレクション（イタリアA）。

### ワールドカップ
- 2003年：5セレクション（フィジー、日本、スコットランド、アイルランド、イングランド）。
- 2007年：5セレクション（アルゼンチン、ナミビア、アイルランド、グルジア、アルゼンチン（三位決定戦））。